# Eliminatórias da Copa do Mundo FIFA de 2010 - Europa (Grupo 9)
O Grupo 9 das eliminatórias da Europa para a Copa do Mundo FIFA de 2010 foi formado por Países Baixos, Escócia, Noruega, Macedônia e Islândia.
A tabela de jogos foi determinada a 14 de Dezembro de 2007, numa reunião realizada em Amsterdã, nos Países Baixos.

## Classificação
| Pos | Equipe        | Pts | J | V | E | D | GP | GC | SG  | Classificado                              |  | NED | NOR | SCO | MKD | ISL |
| --- | ------------- | --- | - | - | - | - | -- | -- | --- | ----------------------------------------- |  | --- | --- | --- | --- | --- |
| 1   | Países Baixos | 24  | 8 | 8 | 0 | 0 | 17 | 2  | +15 | qualificadas para a Copa do Mundo de 2010 |  | —   | 2–0 | 3–0 | 4–0 | 2–0 |
| 2   | Noruega       | 10  | 8 | 2 | 4 | 2 | 9  | 7  | +2  | Eliminado                                 |  | 0–1 | —   | 4–0 | 2–1 | 2–2 |
| 3   | Escócia       | 10  | 8 | 3 | 1 | 4 | 6  | 11 | −5  | Eliminado                                 |  | 0–1 | 0–0 | —   | 2–0 | 2–1 |
| 4   | Macedônia     | 7   | 8 | 2 | 1 | 5 | 5  | 11 | −6  | Eliminado                                 |  | 1–2 | 0–0 | 1–0 | —   | 2–0 |
| 5   | Islândia      | 5   | 8 | 1 | 2 | 5 | 7  | 13 | −6  | Eliminado                                 |  | 1–2 | 1–1 | 1–2 | 1–0 | —   |

## Resultados
| 6 de setembro de 2008 15:00 (UTC+2) | Macedônia   | 1 – 0     | Escócia | Skopje City Stadium, Skopje                |
|                                     | Naumoski 5' | Relatório |         | Público: 9,000 Árbitro: CZE Pavel Kralovec |

| 6 de setembro de 2008 19:00 (UTC+2) | Noruega                | 2 – 2     | Islândia                      | Ullevaal Stadion, Oslo                  |
|                                     | Iversen 36' (pen), 50' | Relatório | Helguson 39' · Guðjohnsen 69' | Público: 17,254 Árbitro: ISR Alon Yefet |

| 10 de setembro de 2008 18:30 (UTC+0) | Islândia             | 1 – 2     | Escócia                    | Laugardalsvöllur, Reykjavík                |
|                                      | Guðjohnsen 77' (pen) | Relatório | Broadfoot 19' · Robson 59' | Público: 9,767 Árbitro: BEL Serge Gumienny |

| 10 de setembro de 2008 20:30 (UTC+2) | Macedônia  | 1 – 2     | Países Baixos                    | Skopje City Stadium, Skopje                    |
|                                      | Pandev 77' | Relatório | Heitinga 46' · van der Vaart 60' | Público: 11,000 Árbitro: POL Grzegorz Gilewski |

| 11 de outubro de 2008 15:00 (UTC+1) | Escócia | 0 – 0     | Noruega | Hampden Park, Glasgow                        |
|                                     |         | Relatório |         | Público: 50,205 Árbitro: SUI Massimo Busacca |

| 11 de outubro de 2008 20:45 (UTC+2) | Países Baixos                 | 2 – 0     | Islândia | Estádio De Kuip, Roterdã                      |
|                                     | Mathijsen 15' · Huntelaar 64' | Relatório |          | Público: 37,500 Árbitro: ITA Matteo Trefoloni |

| 15 de outubro de 2008 18:00 (UTC+0) | Islândia       | 1 – 0     | Macedônia | Laugardalsvöllur, Reykjavík               |
|                                     | Gunnarsson 15' | Relatório |           | Público: 5,527 Árbitro: TUR Selçuk Dereli |

| 15 de outubro de 2008 19:00 (UTC+2) | Noruega | 0 – 1     | Países Baixos  | Ullevaal Stadion, Oslo                     |
|                                     |         | Relatório | van Bommel 63' | Público: 23,840 Árbitro: AUT Konrad Plautz |

| 28 de março de 2009 20:45 (UTC+1) | Países Baixos                                     | 3 – 0     | Escócia | Amsterdam ArenA, Amesterdão                  |
|                                   | Huntelaar 30' · van Persie 45+1' · Kuyt 77' (pen) | Relatório |         | Público: 50,000 Árbitro: FRA Laurent Duhamel |

| 1 de abril de 2009 20:00 (UTC+1) | Escócia                         | 2 – 1     | Islândia       | Hampden Park, Glasgow                         |
|                                  | McCormack 39' · S. Fletcher 65' | Relatório | Sigurðsson 54' | Público: 42,259 Árbitro: AUT Thomas Einwaller |

| 1 de abril de 2009 20:45 (UTC+2) | Países Baixos                                     | 4 – 0     | Macedônia | Amsterdam ArenA, Amesterdão                  |
|                                  | Kuyt 16', 41' · Huntelaar 25' · van der Vaart 88' | Relatório |           | Público: 47,750 Árbitro: DEN Peter Rasmussen |

| 6 de junho de 2009 17:45 (UTC+2) | Macedônia | 0 – 0     | Noruega | Skopje City Stadium, Skopje                   |
|                                  |           | Relatório |         | Público: 7,000 Árbitro: ITA Paolo Tagliavento |

| 6 de junho de 2009 18:45 (UTC+0) | Islândia          | 1 – 2     | Países Baixos                | Laugardalsvöllur, Reykjavík              |
|                                  | K. Sigurðsson 88' | Relatório | de Jong 10' · van Bommel 17' | Público: 9,635 Árbitro: ENG Michael Dean |

| 10 de junho de 2009 17:45 (UTC+2) | Macedônia                  | 2 – 0     | Islândia | Skopje City Stadium, Skopje               |
|                                   | Stojkov 9' · Ivanovski 85' | Relatório |          | Público: 7,000 Árbitro: FRA Saïd Ennjimmi |

| 10 de junho de 2009 20:45 (UTC+2) | Países Baixos           | 2 – 0     | Noruega | Estádio De Kuip, Roterdã                   |
|                                   | Ooijer 33' · Robben 51' | Relatório |         | Público: 45,600 Árbitro: RUS Yuri Baskakov |

| 12 de agosto de 2009 19:00 (UTC+2) | Noruega                                          | 4 – 0     | Escócia | Ullevaal Stadion, Oslo                   |
|                                    | J. Riise 35' · Pedersen 45', 90' · Huseklepp 60' | Relatório |         | Público: 24,493 Árbitro: LUX Alain Hamer |

| 5 de setembro de 2009 15:00 (UTC+1) | Escócia                  | 2 – 0     | Macedônia | Hampden Park, Glasgow                       |
|                                     | Brown 56' · McFadden 80' | Relatório |           | Público: 50,214 Árbitro: GER Wolfgang Stark |

| 5 de setembro de 2009 18:45 (UTC+0) | Islândia       | 1 – 1     | Noruega      | Laugardalsvöllur, Reykjavík                 |
|                                     | Guðjohnsen 29' | Relatório | J. Riise 11' | Público: 7,321 Árbitro: ROU Alexandru Tudor |

| 9 de setembro de 2009 19:30 (UTC+1) | Escócia | 0 – 1     | Países Baixos | Hampden Park, Glasgow                        |
|                                     |         | Relatório | Elia 82'      | Público: 51,230 Árbitro: DEN Claus Bo Larsen |

| 9 de setembro de 2009 20:30 (UTC+2) | Noruega                   | 2 – 1     | Macedônia    | Ullevaal Stadion, Oslo                    |
|                                     | Helstad 2' · J. Riise 25' | Relatório | Grnčarov 79' | Público: 14,766 Árbitro: POR Bruno Paixão |

## Artilharia
| 3 golos - Eiður Guðjohnsen - John Arne Riise - Dirk Kuyt - Klaas-Jan Huntelaar 2 golos - Mark van Bommel - Rafael van der Vaart - Morten Gamst Pedersen - Steffen Iversen | 1 golo - Barry Robson - James McFadden - Kirk Broadfoot - Ross McCormick - Scott Brown - Steven Fletcher - Heiðar Helguson - Indriði Sigurðsson - Kristján Örn Sigurðsson - Veigar Páll Gunnarsson - Aco Stojkov - Boban Grnčarov | 1 golo (continuação) - Filip Ivanovski - Goran Pandev - Ilco Naumoski - André Ooijer - Arjen Robben - Eljero Elia - Johnny Heitinga - Joris Mathijsen - Nigel de Jong - Robin van Persie - Erik Huseklepp - Thorstein Helstad |